# 곡옥

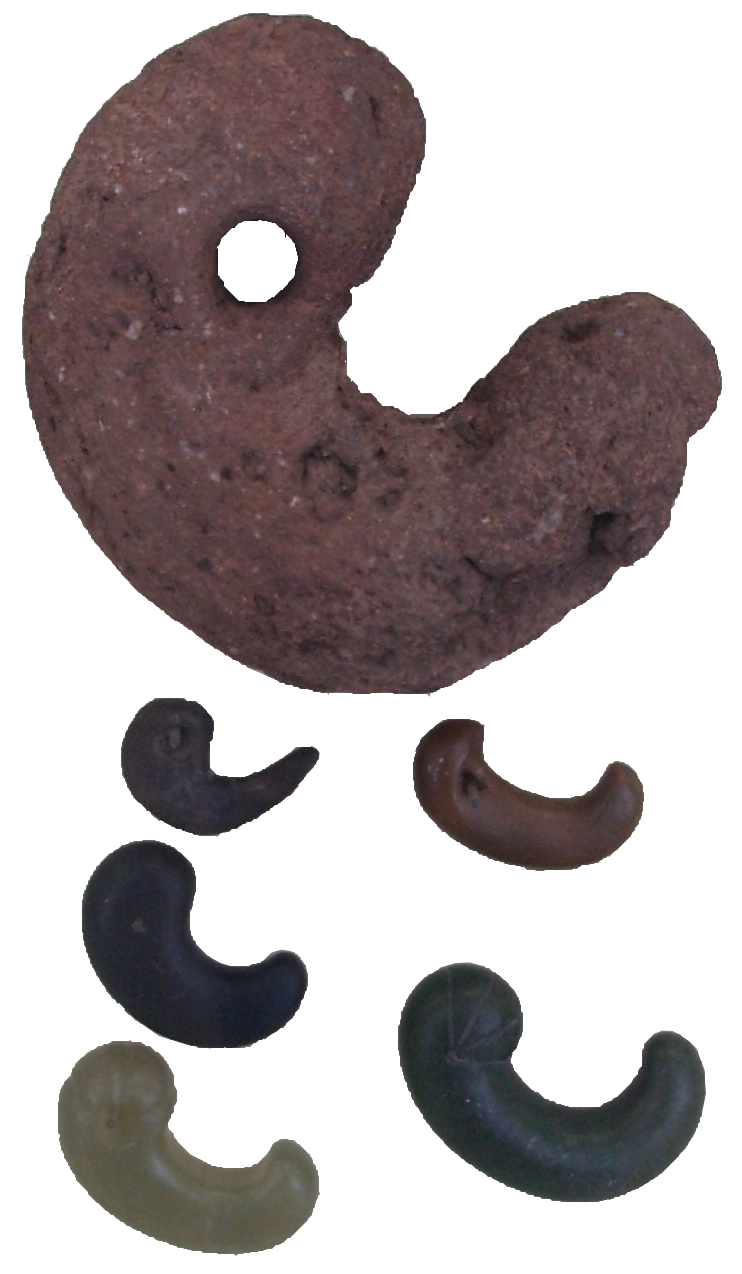
8세기 조몬 시대의 굽은 구슬.

곡옥(曲玉) 또는 구옥(일본어: 勾玉 마가타마[*])은 한국과 일본 등지에서 출토되는, 머리에 구멍이 뚫린 초승달모양의 구슬이다. 굽은 옥, 곱은 옥, 곡옥 등이라고도 하는데, 엄밀히 말하면 옥으로 만든 것만 있는 것이 아니라 수정이나 유리 등으로 만든 것도 있기 때문에 "굽은 구슬"이라고 하는 것이 정확한 표현이다.
원삼국시대 이전부터 한반도 및 만주에서 즐겨 쓰이던 장신구의 일종으로, 일본 쪽에서는 원래 형태가 옥을 갈아 동물의 이빨 모양으로 다듬은 것이라고 하는데, 국내 출토 유물의 경우 돌 고리를 반으로 자른 반원형이 더 오래전부터 나타난다. 흔하게 볼 수 있는 것으로는 신라 고분에서 발견되는 왕관이나 목걸이에서 볼 수 있다. 굵은 쪽에 구멍을 뚫고 꿰거나 금 장식을 씌우는 등 매우 화려하게 치장되기도 한다. 일본으로 건너가서는 곡률이 커지고 머리와 꼬리의 굵기 차이가 더욱 심해져서 전체적으로 동글동글해진다. 태극의 한쪽 원환을 떼어놓은 모양. 재질은 유리나 보석으로 만들지만, 종종 흙을 빚어 만든 것도 있다.

## 굽은 구슬이 상징하는 것
굽은 구슬이 무엇을 뜻하냐는 것에 대한 몇가지의 설이 있다.
첫째, 동물의 이빨을 형상화했다는 설이다. 굽은 구슬은 목걸이의 장식으로도 많이 쓰는데, 원시적 삶을 사는 부족들이 오늘날에도 동물의 이빨을 목에 걸고 다니는 것과 같은 것이라는 설이다. 이 경우 굽은 구슬은 사냥이 잘 되기를 바라는 마음, 혹은 사냥으로 동물을 죽인 힘을 상징하는 것이라 할 수 있다.
둘째, 태아를 형상화했다는 설이다. 이 경우 굽은 구슬은 다산을 상징한다고 볼 수 있다.
셋째, 태극무늬의 원형이라는 설이다. 태극은 중국에서 생겨 한국으로 옮겨왔다는 설과 한국에서 자체적으로 생겨났다는 설이 대치되고 있는데, 굽은 구슬이 태극무늬의 원형이라는 설을 받아들일 경우 태극이 한국에서 기원했다는 설은 더욱 설득력을 갖게 된다.
넷째, 소리와 관련이 있다는 설이다. 한자에도 성스러울 성(聖)자에 귀 이(耳)변이 들어있는데, 이것은 고대의 지도자가 종교적으로 하늘의 소리를 잘 듣는 사람이어야 했기 때문이다. 마찬가지로 굽은 구슬은 방울처럼 흔들릴 때 소리가 나는 기물이므로 소리와 관련이 있다는 주장이다. 이 주장은 앞에 나열한 세 가지 설들가운데 어느 하나와 함께 주장될 수 있다.

## 같이 보기
- 한국의 곡옥
- 천부인
- 삼종신기